# Спиро Агню
Спиро Теодор Агню (на английски: Spiro Agnew; 9 ноември 1918 г. – 17 септември 1996 г.) е 39-ият вицепрезидент на Съединените американски щати от 1969 г. до оставката му през 1973 г. Той е вторият вицепрезидент, който подава оставка, след Джон К. Калхун през 1832 г. За разлика от Калхун обаче, той подава оставка в резултат на скандал.
Агню е роден в Балтимор в семейство на американка и гръцки имигрант. Посещава университета „Джон Хопкинс“, завършва Юридическия факултет на Балтиморския университет и влиза в армията на Съединените щати през 1941 г. Агню служи като офицер по време на Втората световна война, печелейки Бронзова звезда. През 1951 г. е призован на служба по време на Корейската война. През 1966 г. Aгню е избран за губернатор на Мериленд, побеждавайки противника си от страна на демократите Джордж П. Махони и независимия кандидат Хайман А. Пресман.
На Републиканската национална конвенция през 1968 г., Агню, от когото е поискано да номинира името на Ричард Никсън в номинацията, е избран за партньор на Никсън. Центристката репутация на Агню събужда интереса на Никсън. Позицията за обществения ред, която взима след гражданските бунтове през същата година, въвлича помощници като Пат Бюканън. По време на кампанията Агню прави ред гафове, но неговата реторика се харесва на много републиканци и той вероятно допринася за преднината в няколко ключови щата. Никсън и Агню побеждават сегашния демократичен вицепрезидент Хюбърт Хъмфри и неговия съотборник, сенатор Едмънд Мъски от Мейн. Като вицепрезидент, Агню често е призоваван да атакува враговете на администрацията. В годините на вицепрезидентството си, Агню се премества към десницата и се обръща към консерваторите, които са подозрителни към умерените позиции на Никсън. На президентските избори през 1972 г. Никсън и Агню са преизбрани за втори мандат, побеждавайки сенатора Джордж Макгавърн от Южна Дакота и бившия посланик Сарджън Шрайвър за съответните държавни позиции.
В началото на 1973 г. Aгню е разследван от прокуратурата на Съединените щати в окръг Мериленд по подозрение за заговор, подкуп, изнудване и данъчни измами. Агню е приемал откупи от изпълнители по време на управлението си на графство Балтимор и губернатора на Мериленд. Плащанията продължават и през периода, когато той е вицепрезидент. На 10 октомври 1973 г., след месеци поддържане, че е невинен, Агню не се противопоставя на нито едно обвинение в укриване на данъци и подава оставка. Той е заменен от лидера на републиканците Джералд Форд. Агню прекарва остатъка от живота си тихо и с редки публични изяви. Пише роман и мемоари, защитаващи действията му.

## Ранен живот
Бащата на Спиро Агню е роден Теофрастос Анагностопулос около 1877 г. в гръцкия град Гаргаляни. Семейството вероятно се е занимавало с отглеждане на маслини и е обедняло по време на кризата в индустрията през 1890-те години. Анагностопулос емигрира в Съединените щати през 1897 г. (или 1902 г.) и се установява в Скънектади, Ню Йорк, където сменя името си на Теодор Агню и открива заведение за хранене. Страстен самоучител, Агню поддържа доживотен интерес към философията. Един член на семейството си припомня, че „ако не четеше нещо, за да подобри съзнанието си, нямаше да чете“. Около 1908 г., той се мести в Балтимор, където закупува ресторант. Тук той се среща с Уилям Полард, който е федерален инспектор по месото на града. Двамата стават приятели. Полард и съпругата му Маргарет са редовни клиенти на ресторанта. След като Полард умира през април 1917 г., Агню и Маргарет Полард започват да се ухажват, което води до брака им на 12 декември 1917 г. Спиро Агню е роден 11 месеца по-късно, на 9 ноември 1918 г.
В съответствие с желанията на майка си, детето Спиро е покръстено в англиканство, а не в гръцката православна църква на баща си. Въпреки това, Агню старши е доминиращата фигура в семейството и има силно влияние върху сина си. През 1969 г., след встъпването на Спиро Агню в длъжност като вицепрезидент, гръцката общност на Балтимор дарява стипендия на Теодор, а Спиро казва на събранието: „Горд съм да заявя, че съм израснал в светлината на баща ми.“.
В началото на 1920-те години семейство Агню просперира. Теодор придобива по-голям ресторант, „Пикадили“, и се премества със семейството си в къща във Форест Парк, северозападно от града, където Спиро завършва средното си образование. Този период на богатство завършва с финансовата катастрофа от 1929 г. и ресторантът затваря врати. През 1931 г. спестяванията на семейството са унищожени, когато местната банка фалира, принуждавайки семейството да продаде къщата и да се премести в по-малък апартамент. По-късно Агню си спомня как баща му отговаря на тези нещастия: „Той просто сви рамене и отиде да работи с ръцете си, без да се оплаква.“ Теодор Агню продава плодове и зеленчуци в крайпътна сергия, а младият Спиро помага на бюджета на семейството с работа на непълен работен ден, доставяйки хранителни стоки и разпространявайки брошури. Докато расте, Спиро все повече се повлиява от връстниците си и започва да се дистанцира от гръцкия си произход. Той отказва предложението на баща си за уроци по гръцки език и предпочита да бъде известен с прякора „Тед“.
През февруари 1937 г. Агню се записва в университета „Джон Хопкинс“ в новия му кампус Хоумууд в северната част на Балтимор със специалност химия. След първите няколко месеца той вече намира натиска на академичната работа все по-стресиращ и се разсейва от продължаващите финансови проблеми на семейството и тревогите на международната ситуация, в която войната изглежда все по-вероятна. През 1939 г. той решава, че бъдещето му е по-скоро в правото, отколкото в химията, напуска университета и започва нощни курсове в университетското училище в Балтимор. За да се издържа, той започва работа като застрахователен служител в компанията „Мериленд“.
През трите години, прекарани в компанията, той се издига до позиция на помощник-застраховател. В офиса той се среща с млада служителка, Елинор Юдефинд, известна като „Джуди“. Тя е израснала в същата част на града като Агню, но двамата не са се срещали преди. Започват да се срещат, сгодяват се и се женят в Балтимор на 27 май 1942 г. Раждат им се четири деца: Памела Лий, Джеймс Ранд, Сюзън Скот и Елинор Кимбърли.
Към датата на сватбата си, Агню вече е в американската армия и служи във Форт Нокс. Три дни преди сватбата е повишен на втори лейтенант. След двудневния си меден месец, Агню се връща на служба. Две години изпълнява административни роли, преди да бъде изпратен в Англия през март 1944 г. като част от натрупването на войски преди десанта в Нормандия. По-късно същата година е изпратен в 54-ти брониран пехотен батальон във Франция като заместващ офицер. През ноември 1945 г. Спиро Агню се завръща у дома и е награден със Значка на бойния пехотинец и Бронзова звезда. Той продължава образованието си по право и започва работа като юридически служител. През 1947 г. получава бакалавърска степен по право.

## Начало в обществения живот
Агню прави първите си стъпки към политическия живот през 1956 г., когато пожелава да стане кандидат на републиканците за областния съвет на Балтимор. Местните партийни водачи отказват предложението му, но въпреки това той с всички сили подкрепя републиканците. Изборите водят до неочаквано републиканско мнозинство в съвета и в признаването на партийните усилия на Агню.
С течение на времето Агню си спечелва репутация. В периода 1967 – 1969 г. служи като губернатор на Мериленд, след като печели изборите през 1966 г. По време на управлението му расовото напрежение в страната расте. Публично той подкрепя гражданските права, но осъжда войнствените тактики, употребявани от някои чернокожи водачи.
Поне до смущенията през април 1968 г., породени от убийството на Мартин Лутър Кинг, имиджът на Агню е на либерален републиканец. От 1964 г. той подкрепя президентските амбиции на губернатора Нелсън Рокфелер от Ню Йорк, а в началото на 1968 г., с изборите през тази година, той става председател на гражданския комитет на „Рокфелер за президент“. Когато в телевизионно изказване от 21 март 1968 г. Рокфелер шокира своите поддръжници с очевидно недвусмислено оттегляне от състезанието, Агню е ужасен и унижен. Въпреки неговата публична роля в кампанията на Рокфелер, той не е получил предварително предупреждение за решението. Той приема това като лична обида и като удар по достоверността си.
В рамките на няколко дни след обявяването на Рокфелер, Агню е примамван от привърженици на бившия вицепрезидент Ричард Никсън, чиято кампания за номинацията на републиканците е в ход. Агню не изпитва антагонизъм към Никсън и след оттеглянето на Рокфелер посочва, че Никсън може би е негов „втори избор“. Когато двамата се срещат в Ню Йорк на 29 март, те откриват лесно разбирателство помежду си. Думите и действията на Агню след безредиците през април в Балтимор са възхитили консервативните членове на лагера Никсън като Пат Бюканън, а също и самия Никсън. Когато на 30 април Рокфелер влиза отново в състезанието, реакцията на Агню е хладна. Той похвалва губернатора като потенциално „страхотен кандидат“, но не го подкрепя: „Много неща се случиха след оттеглянето му... Мисля, че трябва да хвърля още един поглед върху ситуацията“.
В средата на май Никсън, интервюиран от Дейвид Бродер от The Washington Post, споменава губернатора на Мериленд като възможен кандидат. Докато Агню продължава да се среща с Никсън и с високопоставени помощници на кандидата, започва да се създава впечатление, че той се движи към лагера Никсън. В същото време Агню отрича всякакви политически амбиции отвъд пълния си четиригодишен мандат на губернатор.

## Републиканска национална конвенция
Докато Никсън се подготвя за републиканската конвенция през 1968 г. в Маями Бийч, той обсъжда възможните кандидати с щаба си. Сред тях са Роналд Рейгън, консервативният губернатор на Калифорния, и по-либералния кмет на Ню Йорк, Джон Линдзи. Никсън чувства, че тези имена с висок профил могат да разделят партията и започва да търси по-малко разделителна фигура. Той не посочва предпочитания си избор и името на Агню не се споменава на този етап. Агню възнамерява да отиде на конвенцията с делегацията си от Мериленд без ангажимент към нито един от основните кандидати.
На събранието, което се провежда на 5 и 8 август, Агню номинира името на Никсън. Никсън получава номинацията на първо гласуване. В дискусиите, които последват, Никсън запазва съвета си, докато различни партийни фракции смятат, че могат да повлияят на неговия избор: Стром Търмонд, сенаторът на Южна Каролина, казва на партийна среща, че слага вето върху вицепрезидентството. Става очевидно, че Никсън иска центрист, макар да няма особен ентусиазъм, когато той първо предлага Агню, и други възможности се обсъждат. Някои от привържениците на партията смятат, че Никсън лично се е договорил с Агню на ранен етап, и че разглеждането на други кандидати е само шарада. На 8 август, след последната среща на съветниците и партийните лидери, Никсън заявява, че Агню е неговият избор и скоро след това обявява решението си пред пресата. Делегатите официално номинират Агню за вицепрезидент по-късно същия ден, преди закриването на номинациите.
В речта на приемането си, Агню казва на конвенцията, че има „дълбоко чувство относно невероятността на този момент“. Агню все още не е национална фигура, а широко разпространена реакция след номинацията е „Спиро кой?“. В Атланта трима граждани реагират на името по време на телевизионно интервю: „Това е някаква болест“; „Това е някакво яйце“; „Той е грък, който притежава онази корабостроителна фирма“.

## Период като вицепрезидент (1969 – 1973)
През 1969 г. Ричард Никсън, полага клетва като 37-ият президент, а Спиро Агню става първият вицепрезидент от гръцки произход. Тандемът Никсън/Агню побеждават през 1968 и 1972 г. В крайна сметка Никсън и Агню не успяват да изкарат втория си мандат до край. Агню подава оставка през октомври 1973 г., поради съмнения за корупция докато е губернатор на щата Мериленд (1967 – 1969), а Никсън през август 1974 г., заради скандала Уотъргейт. И двата освободени поста са наследени от Джералд Форд.

## Последни години и смърт
Когато Никсън умира през 1994 г., дъщерите му канят Агню да присъства на погребението в Йорба Линда, Калифорния. Първоначално той отказва, все още с горчив вкус от начина, по който е третиран в Белия дом през последните си дни като вицепрезидент. През годините той отхвърля различни опити за разговор от лагера на Никсън. Той е склонен да приеме поканата и получава топло посрещане от бившите си колеги. Той казва: „След двайсет години недоволство реших да го оставя настрана“. Година по-късно Агню се появява в Капитолия във Вашингтон, за откриването на своя бюст, който да бъде поставен редом до тези на други вицепрезиденти. Агню коментира: „Не съм сляп или глух относно факта, че някои хора смятат, че ... Сенатът, поръчвайки този бюст, ми отдава чест, която не заслужавам. Напомням на тези хора, че ... тази церемония има по-малко общо със Спиро Агню, отколкото с позицията, която заемах“.
Агню остава годен и активен и през седемдесетте си години, редовно играе голф и тенис. Във вторник, 17 септември 1996 г., той трябва да играе тенис с приятел, но припада в лятната си къща в Оушън Сити през предходната нощ и е отведен в болницата, където умира на следващия ден. Причината за смъртта е недиагностицирана остра левкемия. Погребението в Тимониум, Мериленд, се ограничава основно до семейния кръг. Бюканън и някои от бившите охранители на тайните служби на Агню също присъстват, за да отдадат последно уважение. Като признание за службата му като вицепрезидент, почетен служител на обединените военни служби изстрелват салют с 21 пистолета в гроба. Съпругата на Агню, Джудит, го надживява с 16 години и умира в Ранчо Мираж на 20 юни 2012 г. на 91-годишна възраст.